# Кнежевич, Иван
И́ван Кне́жевич (черног. Ivan Knežević / Иван Кнежевић; род. 22 февраля 1986, Титоград, СФРЮ) — черногорский футболист, нападающий клуба «Дрезга».

## Карьера
Воспитанник местной футбольной школы «Зета». 22 февраля 2010 года Иван подписал контракт с клубом «Краснодар».

## Достижения
- Чемпион Черногории: 2006/07

## Личная жизнь
Сестра Милена является одним из лидеров сборной Черногории по гандболу.